# 中國瑞昌羽毛球大師賽
中國瑞昌羽球大師賽，官方名稱為中国（瑞昌）国际羽毛球大师赛，是一項自2014年起成立，一年一度在中國舉行的國際羽毛球公開錦標賽，目前於江西省瑞昌市舉行，前身為中國陵水羽毛球大師賽。本賽事現由中国羽毛球协会主辦，世界羽毛球聯合會（BWF）認證。本賽事自2023年起屬於第二等別第六級賽事（超級100賽），總獎金為12萬美元。主場館位於瑞昌市的瑞昌市體育公園體育館。

## 賽事發展
本賽事為得到羽毛球世界聯合會（BWF）承認的國際賽事，由中国羽毛球协会主辦，以及由陵水黎族自治县人民政府承办。舉辦初期屬於世界羽聯國際挑戰賽（International Challenge）級別，總獎金為5萬美元。首屆賽事由當地的房地产开发公司冠名贊助，故又名「珊瑚宫殿杯中国（陵水）国际羽毛球挑战赛」。陵水县自2014年起连续四年承办本项赛事，主場館為陵水黎族自治县的雅居乐体育馆。
2018年，世界羽聯實施全新的世界巡迴賽體系，本賽事易名為中国（陵水）国际羽毛球大师赛（Lingshui China Masters），屬於第二等別第六級賽事（超級100賽），總獎金提升至7.5萬美元。2020年至2022年，由於2019冠状病毒病疫情而連續三年未曾舉辦。
2022年12月，世界羽聯發布2023年至2024年世界巡迴賽超級100賽規劃，其中本項賽事移至江西省瑞昌市舉辦，並更名為中国（瑞昌）国际羽毛球大师赛（Ruichang China Masters），獎金提升至12萬美元。

## 歷屆賽事舉辦城市和場館
| 屆數 | 年份          | 舉辦城市             | 舉辦場館             |
| ---- | ------------- | -------------------- | -------------------- |
| 1-6  | 2014年-2019年 | 海南省陵水黎族自治县 | 雅居乐体育馆         |
| 7    | 2023年        | 江西省瑞昌市         | 瑞昌市體育公園體育館 |

## 歷屆優勝者
| 年份 | 男子單打 | 女子單打 | 男子雙打                           | 女子雙打                      | 混合雙打          |
| ---- | -------- | -------- | ---------------------------------- | ----------------------------- | ----------------- |
| 2014 | 伍家朗   | 刘鑫     | 王懿律 张稳                        | 骆赢 骆羽                     | 王懿律 区冬妮     |
| 2015 | 乔斌     | 奧原希望 | 王懿律 张稳                        | 区冬妮 于小含                 | 郑思维 陈清晨     |
| 2016 | 林贵埔   | 惠夕蕊   | 王懿律 张稳                        | 陈清晨 贾一凡                 | 王斯杰 陈露       |
| 2017 | 孙飞翔   | 蔡炎炎   | 穆罕默德·阿赫桑 利安·阿刚·萨普特拉 | 杜玥 徐涯                     | 高階知也 江藤理惠 |
| 2018 | 林祐賢   | 李雪芮   | 韓呈愷 周昊東                      | 杜玥 李茵暉                   | 郭新娃 刘玄炫     |
| 2019 | 翁泓陽   | 金佳恩   | 李哲輝 楊博軒                      | 白荷娜 金慧麟                 | 鄧俊文 吳芷柔     |
| 2020 | 取消舉辦 | 取消舉辦 | 取消舉辦                           | 取消舉辦                      | 取消舉辦          |
| 2021 | 取消舉辦 | 取消舉辦 | 取消舉辦                           | 取消舉辦                      | 取消舉辦          |
| 2022 | 沒有舉辦 | 沒有舉辦 | 沒有舉辦                           | 沒有舉辦                      | 沒有舉辦          |
| 2023 | 孫飛翔   | 林湘緹   | 陈柏阳 刘毅                        | 陳笑菲 馮雪穎                 | 蔣振邦 魏雅欣     |
| 2024 | 王正行   | 杉山薫   | 谭强 周昊东                        | 拉克西卡·坎拉哈 帕泰玛斯·门翁 | 周志宏 杨嘉怡     |
| 2025 | 孙超     | 张艺曼   | 陈永锐 陈喆涵                      | 陈笑菲 冯雪颖                 | 邓俊文 吴芷柔     |

## 歷屆賽事級別和總獎金
| 屆數 | 年份   | 公開賽級別 | 總獎金      |
| ---- | ------ | ---------- | ----------- |
| 1    | 2014年 | 國際挑戰賽 | 50,000美元  |
| 2    | 2015年 | 國際挑戰賽 | 50,000美元  |
| 3    | 2016年 | 國際挑戰賽 | 50,000美元  |
| 4    | 2017年 | 國際挑戰賽 | 50,000美元  |
| 5    | 2018年 | 超級100賽  | 75,000美元  |
| 6    | 2019年 | 超級100賽  | 75,000美元  |
| 7    | 2023年 | 超級100賽  | 120,000美元 |
| 8    | 2024年 | 超級100賽  | 120,000美元 |

| 2007-2017年 | 首要超級賽 | 超級賽 | 黃金大獎賽 | 大獎賽 | 國際挑戰賽 | 國際系列賽 | 未來系列賽 | 其他 |

| 2018-2026年 | 總決賽 | 超級1000賽 | 超級750賽 | 超級500賽 | 超級300賽 | 超級100賽 | 國際挑戰賽 | 國際系列賽 | 未來系列賽 | 其他 |